# Umberto Galimberti
Umberto Galimberti (Monza, 2 maggio 1942) è un filosofo, saggista e psicoanalista italiano, nonché giornalista de la Repubblica.
Esponente della psichiatria fenomenologica, iscritto all'Ordine degli psicologi con specializzazione in psicoterapia, il suo maggior contributo riguarda lo studio del pensiero simbolico inteso come la base primeva e più autentica della psiche umana, a cui seguirà poi quello logico-metafisico e razionale.

## Biografia
Di umili origini, nasce a Monza nel 1942, da una famiglia di dieci fratelli: la madre era maestra elementare e il padre – morto prematuramente nel 1955 – svolgeva vari lavori. Le necessità della famiglia obbligano Umberto, così come gli altri fratelli, a lavorare sin dalla tenera età. Fu grazie alla magnanimità di un sacerdote che Umberto poté frequentare le scuole superiori in seminario, dove divenne amico di lunga data di Gianfranco Ravasi.Terminati gli studi liceali classici nel 1961, si iscrive, grazie a una borsa di studio di ottocentomila lire, al corso di laurea in filosofia dell'Università Cattolica di Milano, ma è costretto, dopo soli due anni, a interrompere gli studi per mancanza di denaro. Trascorre dunque un periodo di tempo nella Germania Ovest, dove svolge la mansione di operaio in una grande fabbrica, in modo tale da guadagnare il denaro necessario a sostenere le spese universitarie, e riesce così  a riprendere gli studi. Inoltre, nel 1964, lavorò come docente di filosofia nel liceo Zucchi di Monza. 
Nel 1965, si laurea con lode, con il professor Emanuele Severino, una tesi dal titolo La logica filosofica di Karl Jaspers; tra i suoi maestri, anche Gustavo Bontadini e Sofia Vanni Rovighi. Con un'altra borsa di studio, vinta nel 1963, contemporaneamente frequenta l'Università di Basilea fino al 1965, dove viene a contatto con lo psichiatra e filosofo Karl Jaspers, di cui diverrà poi uno dei principali traduttori e divulgatori italiani e che gli consiglia di approfondire i legami tra psicopatologia e filosofia, tematica che poi porterà avanti anche sotto la supervisione di Eugenio Borgna, uno dei maggiori rappresentanti italiani dell'indirizzo fenomenologico della psicologia e della psichiatria.
Nel 1967, vinto il ruolo, diventa professore di storia e filosofia al liceo ginnasio statale Bartolomeo Zucchi di Monza, dove insegnerà fino al 1979, quando vince un concorso universitario nazionale per professore associato di filosofia morale. Su proposta di Emanuele Severino, nel 1976 è nominato professore incaricato di antropologia culturale presso la neonata facoltà di lettere e filosofia dell'Università Ca' Foscari Venezia, quindi professore associato di filosofia della storia nel 1983, assumendone la titolarità di cattedra nel 1999, dopo aver conseguito l'ordinariato in questa disciplina. Dal 2002, ha tenuto anche gli incarichi di insegnamento di psicologia generale e di psicologia dinamica, affiancando altresì l'incarico di insegnamento di filosofia morale. Dal 2015, è professore emerito dell'Università Ca' Foscari di Venezia. 
Nel 1976, inizia inoltre un percorso psicoanalitico di analisi personale e formazione presso il Centro Italiano di Psicologia Analitica (CIPA) nella sede di Roma, con trainer Mario Trevi, che conclude nel 1985, quando diventa membro ordinario dell'International Association for Analytical Psychology, nonché socio analista del CIPA (Sede di Milano). Dal 1976 al 1979, frequenta pure l'Ospedale psichiatrico di Novara, allora diretto da Eugenio Borgna. È inoltre, dal 2003, vicepresidente dell'Associazione Italiana per la consulenza filosofica "Φρόνησις", inaugurando nel 2006, con Luigi Perissinotto, il primo master universitario in consulenza filosofica presso l'Università di Venezia.
Ha collaborato settimanalmente con Il Sole 24 Ore dal 1987 al 1995, anno in cui inizia la collaborazione, a tutt'oggi attiva, con la Repubblica sia con editoriali su temi d'attualità sia con approfondimenti di carattere culturale. Cura inoltre la rubrica epistolare di D - la Repubblica delle donne, inserto settimanale de la Repubblica. Nel 2002, gli è stato assegnato il premio internazionale “Maestro e traditore della psicoanalisi”, e, nel 2011, il premio Ignazio Silone per la cultura.
Il 21 giugno 2017 partecipa in qualità di relatore al convegno organizzato a Perugia dal Grande Oriente d'Italia in occasione del tricentenario della fondazione della Gran Loggia di Londra.
La moglie, Tatjana Simonič (Trieste, 1946 – Milano, 2008), che fu ordinaria di biologia molecolare all'Università di Milano, partecipò attivamente alla stesura del famoso Dizionario di Psicologia su cui Galimberti ha lavorato dagli anni '80, con la prima edizione pubblicata dalla UTET nel 1992, quindi un'edizione più estesa con la Garzanti nel 1999, fino all'ultima edizione del 2018 pubblicata da Feltrinelli.

## Pensiero: alcune linee generali
(Umberto Galimberti, la Repubblica - Almanacco dei libri, 12 aprile 2008)
Nonostante la vastità e la profondità della sua opera, come testimoniano le sue pubblicazioni, al centro della sua riflessione sta l'uomo, che, in un mondo sempre più dominato dalla tecnica, si sente un "mezzo nell'universo dei mezzi", riuscendogli sempre più difficile trovare e dare un senso alla sua vita, alla sua esistenza. Attraverso un esame critico, poi, dei limiti della psicoanalisi di fronte alla "insensatezza" che caratterizza l'odierna "età della tecnica", perviene alla conclusione che, forse, solo una "pratica filosofica" può aiutare a comprendere criticamente il "mondo della tecnica" in cui l'uomo si trova inserito, gettato, sì da orientarlo per poter trovare un senso al suo radicale disagio, alla tragicità del suo esistere, anche attraverso il recupero dell'ideale greco di saggezza, evitando mitologie religiose.
Da una rivisitazione interdisciplinare delle opere di molti autori del pensiero filosofico e della cultura in generale, il suo maggior contributo consiste nel porre la dimensione simbolica alla base primordiale del successivo pensiero logico-metafisico e razionale, che ha inteso ordinare la precedente dimensione simbolica del sacro e della mitologia in cui prevaleva, come aspetto saliente e veramente autentico, "l'ambivalenza delle cose" piuttosto che "l'equivalenza generale di significati", come avverrà successivamente. Difatti, come lui stesso afferma:
(Umberto Galimberti)

### Psicologia, psicoanalisi, psichiatria
Il pensiero di Galimberti riprende principalmente la psicoanalisi di Sigmund Freud e la sua rielaborazione per opera di Carl Gustav Jung, fondendone le idee con le tematiche di pensatori come Friedrich Nietzsche, Emanuele Severino e Martin Heidegger, in particolare le riflessioni sul tempo, la tecnica e il nichilismo, in relazione anche alla visione del mondo della filosofia greca, in particolare quella dei presocratici.
Importante è stato il costante riferimento, da parte di Galimberti, ai suoi iniziali studi compiuti su Husserl e Heidegger da una parte, e su Jaspers dall'altra, per pervenire a una originale posizione epistemologica della psicologia che la colloca all'interno di quelle scienze aventi come scopo primario la comprensione e non la spiegazione del comportamento umano. Invero, secondo Galimberti, la psicologia non può operare una trasposizione tout-court dei metodi e dei modelli concettuali delle scienze naturali perché, così facendo, l'uomo verrebbe ridotto a mero evento naturale, come ha luogo, per esempio, in psichiatria. 
Come esponente della psichiatria fenomenologica, quindi contrario al dualismo cartesiano, Galimberti ha anche fatto riferimento al metodo fenomenologico per consentire altresì, alla psicologia, la comprensione e la descrizione fenomenologica di quelle strette relazioni che intercedono fra il corpo e il mondo, assieme al significato che queste relazioni comportano; e tutto ciò lo porterà ad abolire, di conseguenza, ogni distinzione concettuale fra "salute" e "malattia mentale“.

### Scienza, tecnica e fondamento greco e cristiano dell'Occidente
In molte delle sue opere, Galimberti insiste sull'inconsistenza della contrapposizione tutta occidentale fra scienza e fede, individuando come questa seconda sia in realtà l'elemento fondativo dell'intera coscienza occidentale, all'interno anche della scienza e della tecnica; scienza e fede non dovrebbero mai confliggere, è importante che nessuna delle due invada il campo dell'altra.
Il filosofo tematizza innanzitutto il passo della Genesi in cui Adamo è definito "dominatore della Terra, sui pesci dei mari e sugli uccelli del cielo", collocando l'uomo in una posizione privilegiata rispetto agli animali e la Natura in sé e legittimandolo a operare su di essi per alimentare la propria esistenza. In quanto il progresso è l'affermazione di questo primato umano, la tecnica è indubbiamente l'ipostasi che sigilla costantemente quest'affermazione sull'indifferenza naturale. La coscienza della tecnica, che da Bacone è formulata come una risposta alle fatiche naturali, si appellerebbe, dunque, a una condizione strutturale di eminenza consegnata da Dio e propugnata dalla persistenza di un animale sui generis.
In secondo luogo, Galimberti riconosce la cristianità come il carattere di una scansione temporale che identifica il passato come spazio del peccato, il presente dell'espiazione, il futuro della redenzione e salvezza. Questo semplice modello triadico ha una ricorrenza quasi ossessiva nelle forme occidentali, fra le quali la medicina (malattia, diagnosi, cura), la psicoanalisi (disturbo, terapia, guarigione), la scienza (ignoranza, sperimentazione, scoperta). La triade è il "coefficiente a-storico" necessario a profilare la possibilità di un progresso, che si esercita eminentemente nello scenario tecnico; qui, l'uomo che soccombe alle fatiche naturali della sopravvivenza, del parto e del lavoro (così come minacciato nella Bibbia) ha modo di riscattare la propria difficoltà attraverso mezzi che ne purificano endemicamente l'opera, al costo di un esaurimento delle risorse naturali; ma, in fondo, la sua esistenza è preposta a questo.
Egli tuttavia non si definisce né "credente" (in senso cattolico) né "non-credente", ma "greco", nel senso di colui che vuole recuperare la visione del mondo della civiltà ellenica, in modo nietzschiano e heideggeriano (si veda anche Il detto di Anassimandro, un noto saggio di Heidegger sul pensiero greco arcaico), fondendola però con la pur antitetica visione cristiana: la morte e la vita vanno pertanto prese sul serio, e non minimizzate pensando a un'altra vita ultraterrena. La ragione è importante perché, come nel detto "conosci te stesso", fornisce all'uomo il senso del proprio limite.

### Il tempo ciclico nell'età dei greci, e la sua caduta nell'età della tecnica
Galimberti approfondisce molto la tematica del concetto di tempo e del suo rapporto con l'uomo. La sua indagine evidenzia come nell'età degli antichi greci non si pensasse al tempo come lineare ed escatologico, tanto meno vi era associata l'idea di progresso. Essi concepivano l'essere come kyklos (tempo ciclico, in Nietzsche chiamato eterno ritorno), come un ciclo in cui ogni evento è destinato a ripetersi. Nella Grecia antica era impensabile che l'uomo potesse esercitare un controllo sul cosmo, o di imporre su di esso i propri fini. La dimensione dell'uomo era inserita armonicamente all'interno dei cicli naturali che si susseguivano necessariamente e senza alcuno scopo. Nel ciclo infatti il fine (in greco telos) viene a coincidere con la fine e la forza propulsiva (in greco energheia) porta all'attuazione dell'ergon, l'opera, ciò che è compiuto.

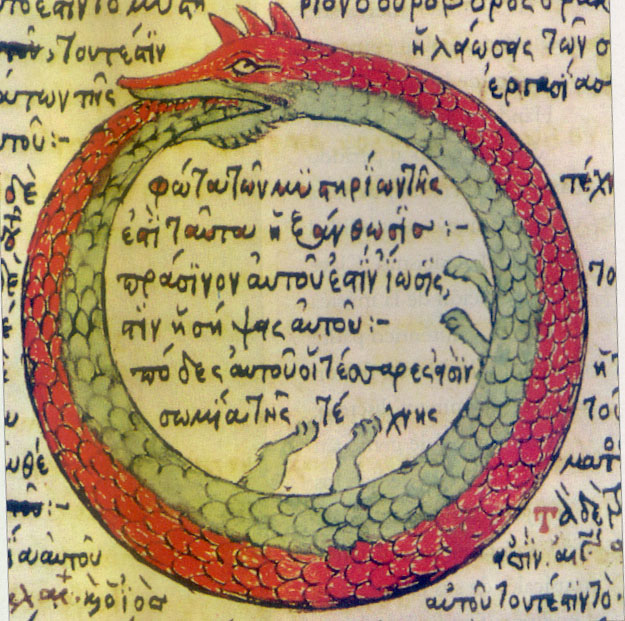
L'uroboro, antico simbolo dell'eterno ritorno

Il ciclo si manifesta dunque con l'esplicitarsi dell'implicito: il seme diventerà frutto solo alla fine del ciclo di crescita e maturazione stagionale, e il frutto coinciderà con il fine del seme, con il dispiegarsi completo dell'energia e delle potenzialità implicitamente contenute in esso. Nel ciclo, in cui tutto si ripete, non si dà progresso: di conseguenza divengono fondamentali la memoria dei cicli passati e quindi la parola dei vecchi, deposito di esperienza, e l'educazione, come trasmissione della memoria e dell'esperienza passata. Tuttavia, l'uomo è da sempre tentato di conciliare il tempo ciclico della natura con il tempo umano, che è un tempo scopico (dal greco skopeo, che indica un guardare mirato). Con questa operazione l'uomo vuole reintrodurre scopi umani nel tempo naturale, naturalmente privo di scopi. Emerge qui dunque la necessità propriamente umana di progettarsi, cioè di gettarsi-fuori di sé verso un obiettivo, cercando di dotare di senso la propria esistenza. Questa tendenza tuttavia, può armonizzarsi con il kyklos solo se l'uomo vive con la consapevolezza tragica di non poter oltrepassare i limiti posti dalla natura, primo tra tutti la sua mortalità. In caso contrario, egli si macchierà di hybris, la tracotanza, l'unico vero peccato riconosciuto dalla saggezza greca.
In termini esemplificativi, il cacciatore esercita il suo guardare mirato nel bosco (skopos) e solo in questo tempo progettuale e nella compresenza di mezzi e fini, il suo arco diventa strumento e la lepre l'obiettivo. Si tratta di un tempo lineare che si muove tra due estremi: i mezzi e i fini. V'è tuttavia un terzo elemento che si inserisce tra questi termini, impossibile da controllare, ovvero il Kairos, il tempo opportuno, che è anche imprevedibilità, e che può determinare o meno l'incontro tra mezzi e fini. Non è dunque nelle possibilità dell'uomo il tessere il proprio destino. Egli deve saper cogliere il kairos, la circostanza favorevole, e in essa espandere sé stesso.
Questo equilibrio tra tempo naturale, umano e del kairos è stato sconvolto dall'uomo nell'età della tecnica: obiettivo di quest'ultima è infatti quello di ridurre fino ad annullare la distanza tra mezzi e scopi (in cui si inseriva il kairos, l'imprevedibile) per realizzare così un controllo e un dominio assoluti sul mondo, che da cosmo a cui accordarsi è divenuto natura da dominare, e per portare a compimento una tirannia completa del tempo umano. Con l'età della tecnica abbiamo scatenato il Prometeo che gli dèi avevano incatenato, determinando il trionfo del potere della techne sulla necessità (in greco ananke) della natura, fino alla paradossale situazione odierna in cui la tecnica non è più strumento nelle mani dell'uomo ma è l'uomo a trovarsi nella condizione di mero ingranaggio, funzionario inconsapevole dell'apparato tecnico.

### Il corpo: il gioco dell'ambivalenza e l'equivalente generale
Riflettendo sulle modalità in cui l'uomo abita il mondo, Galimberti approfondisce il tema del rapporto tra corpo, natura e cultura. Studiando genealogicamente il concetto di corpo dal periodo arcaico a oggi, il filosofo mette in contrasto le diverse modalità in cui esso è stato osservato. Il corpo è stato visto come organismo da sanare per la scienza, come forza lavoro da impiegare per l'economia, come carne da redimere per la religione, come inconscio da liberare per la psicoanalisi, come supporto di segni da trasmettere per la sociologia.
Il passaggio che ha portato l'uomo dalla natura alla cultura ha sancito il sacrificio del significato ambivalente e fluttuante che il corpo ha da sempre assunto. Questa ambivalenza del corpo nasce dal suo sottrarsi all'univocità del pensiero categorizzante, concedendosi invece nella con-fusione dei codici con i quali esso è costituito. Per salvarsi dal panico creato da questa opportunità, il pensiero razionale dell'Occidente ha seguito il principio d'identità, collocando il corpo di volta in volta sotto un equivalente generale che gli garantisse univocità.
Cogliendo lo sfondo in cui il corpo si mostra, Galimberti evidenzia la legge fondamentale che lo governa, ovvero lo scambio simbolico, in cui tutto è reversibile e non vi è demarcazione tra significati. L'ambivalenza è una legge inclusiva per cui ciò che è, è sì sé stesso, ma anche altro da sé. In questo modo il corpo conserva la sua oscillazione simbolica tra vita e morte, oscillazione che l'Occidente elimina tracciando una violenta disgiunzione tra vita e morte, tra ciò che è e ciò che non è. Proposito conclusivo della sua riflessione è quello non tanto di emancipare o liberare il corpo dalla restrizione impostagli dal pensiero razionale (che non avrebbe altro effetto che confermare i limiti in cui è recluso), bensì quello di restituire il corpo alla sua originaria innocenza.

## Ideologia politica
È difficile definire il pensiero del filosofo monzese nei termini di un'ideologia. Le sue ispirazioni molteplici e la rielaborazione personale, infatti, rendono impossibile una sua caratterizzazione ideologica. Pur tuttavia è osservabile che Galimberti si è sempre schierato su posizioni anticapitaliste e anticonsumistiche, esprimendo posizioni critiche e  dogmatiche, forte della prospettiva nietzschiana, che in parte si ispirano al pensiero di Marx.

## Violazione dei diritti d'autore

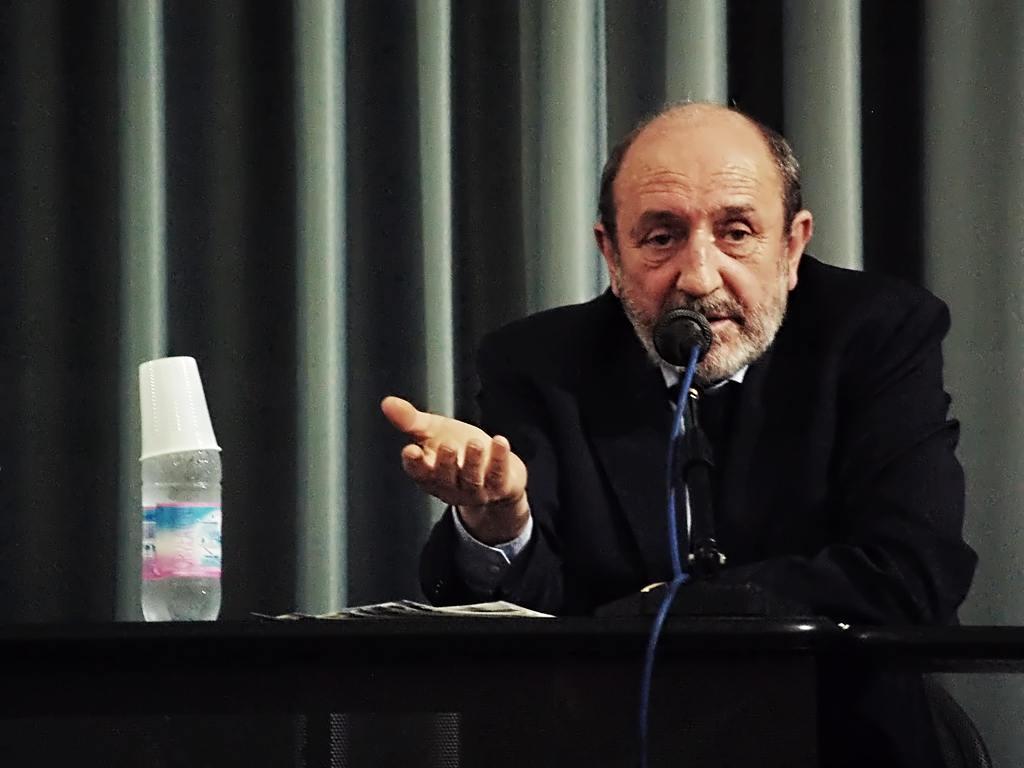
Umberto Galimberti

Nel luglio del 2011 Umberto Galimberti è stato ufficialmente richiamato dall'Università di Venezia, di cui era uno dei professori, ad attenersi alle corrette regole di citazione degli scritti di altri autori; questo per aver riportato alcuni brani di altri autori senza citarli in bibliografia.
Tutto ha avuto inizio quando, in seguito a un articolo de il Giornale dell'aprile 2008, è emerso che il professor Galimberti aveva copiato "una decina di brani" dell'autrice Giulia Sissa per il suo L'ospite inquietante. Galimberti ha ammesso di aver violato il diritto d'autore riservandosi di riparare al danno. Ciò non ha comunque soddisfatto la Sissa perché «quello di Galimberti non è stato un chiedere scusa, piuttosto un cercare delle scuse, un patetico arrampicarsi sugli specchi».
Con il passare del tempo sono emersi altri precedenti analoghi. Infatti anche per Invito al pensiero di Martin Heidegger (1986) Galimberti copiò parti significative di un libro del collega Guido Zingari. I due arrivarono a un accordo che prevedeva l'ammissione da parte di Galimberti dell'indebita appropriazione intellettuale nelle successive edizioni del libro e, da parte di Zingari, l'impegno "a non tornare più sulla questione". Oltre a quelli di Sissa e Zingari sono stati copiati testi di Alida Cresti, Salvatore Natoli e Costica Bradatan, professore della Texas Tech University. Per difendersi, a Sassuolo, al Festivalfilosofia 2008 sulla fantasia, Galimberti disse che "in ogni rielaborazione però, c'è uno scatto di novità".
L'inchiesta giornalistica de il Giornale ha accertato che due dei libri di Galimberti, presentati al concorso per il ruolo di professore ordinario di filosofia morale all'Università Cà Foscari di Venezia, nel 1999, erano stati copiati da altri autori. La commissione giudicante composta da Carmelo Vigna, Giuseppe Poppi, Andrea Poma, Bianca Maria D'Ippolito e Francesco Botturi all'epoca non si accorse del fatto. Il rettore dell'Università veneta in merito ha detto che "non ho, ora come ora, estremi per sollecitare il ministero, deve essere un professore del raggruppamento a farlo. Di mio posso dire che in ambito umanistico si producono troppi testi e che questo è uno dei fattori che causano l'impossibilità di fare controlli accurati. Nello specifico, secondo me dovrebbe essere lo stesso Galimberti, nel suo interesse, a chiedere la convocazione di un giurì o comunque a rispondere e a specificare le sue posizioni...».
Nel giugno 2010 la rivista L'indice dei libri del mese ha pubblicato nel proprio sito un lungo articolo su altri copia-incolla di Galimberti. In particolare il saggio I miti del nostro tempo è stato indicato come costituito al 75% da un "riciclaggio" di suoi scritti precedenti, alcuni dei quali risalenti persino agli anni ottanta; per il restante 25%, una ristesura di intere frasi e paragrafi, presi da altri autori, quasi identici agli originali. Le accuse mosse a Galimberti sono poi diventate un libro, intitolato Umberto Galimberti e la mistificazione intellettuale, in cui l’autore, Francesco Bucci, elenca i nomi dei pensatori da cui il docente ha tratto parti di opere senza citare la fonte.
Sulla questione Gianni Vattimo ha dichiarato al Corriere della Sera: «si scrive anche a distanza d'anni dalla lettura; la spiegazione di Galimberti è plausibile. Lui cita l'autore la prima volta; poi ci mette quelle frasi che ricorda anche senza virgolettarle» e «il sapere umanistico è retorico. Non si lavora su altri testi, si commenta. Platone e Aristotele sono stati saccheggiati da tutti. Nei saperi umanistici, dal diritto alla teologia, è tutto un glossare. C'è chi copia dagli altri e chi da sé stesso».

## Opere
- Heidegger, Jaspers e il tramonto dell'Occidente, Genova, Marietti, 1975; Milano, Il Saggiatore, 1996. ISBN 88-428-0386-3.
- Linguaggio e civiltà. Analisi del linguaggio occidentale in Heidegger e Jaspers, Milano, Mursia, 1977; 1984.
- Psichiatria e fenomenologia, Milano, Feltrinelli, 1979; 1999. ISBN 88-07-10262-5; 2006. ISBN 88-07-81932-5.
- Il corpo. Antropologia, psicoanalisi, fenomenologia, Milano, Feltrinelli, 1983; 2002. ISBN 88-07-80993-1 (Premio internazionale S. Valentino d'oro, Terni, 1983).
- La terra senza il male. Jung: dall'inconscio al simbolo, Milano, Feltrinelli, 1984; 2001. ISBN 88-07-81673-3 (Premio Fregene, 1984).
- Voce Antropologia culturale, in: AA.VV., Gli strumenti del sapere contemporaneo, I: Le discipline, Torino, UTET, 1985, pp. 1–16. ISBN 88-02-03932-1.
- Voce Cultura, in: AA.VV., Gli strumenti del sapere contemporaneo, II: I concetti, Torino, UTET, 1985. ISBN 88-02-03932-1.
- Voce Morte, in: AA.VV., Gli strumenti del sapere contemporaneo, II: I concetti, Torino, UTET, 1985. ISBN 88-02-03932-1.
- Invito al pensiero di Martin Heidegger, Milano, Mursia, 1986.
- Gli equivoci dell'anima, Milano, Feltrinelli, 1987. ISBN 88-07-10068-1; 2001. ISBN 88-07-81642-3.
- L'immaginario sessuale, con Willy Pasini e Claude Crèpault, Milano, Cortina, 1988. ISBN 88-7078-117-8.
- Il gioco delle opinioni, Milano, Feltrinelli, 1989. ISBN 88-07-08071-0.
- Idee: il catalogo è questo, Milano, Feltrinelli, 1992. ISBN 88-07-08108-3.
- Dizionario di psicologia, Torino, UTET, 1992; 1994. ISBN 88-02-04613-1; 2006. ISBN 88-02-07480-1.
- Parole nomadi, Milano, Feltrinelli, 1994. ISBN 88-07-08137-7.
- Paesaggi dell'anima, Milano, A. Mondadori, 1996. ISBN 88-04-42130-4.
- Psiche e techne. L'uomo nell'età della tecnica, Milano, Feltrinelli, 1999. ISBN 88-07-10257-9.
- Enciclopedia di psicologia, Milano, Garzanti, 1999. ISBN 88-11-50479-1.
- E ora? La dimensione umana e le sfide della scienza, con Edoardo Boncinelli e con Giovanni Maria Pace, Torino, Einaudi, 2000. ISBN 88-06-15365-X.
- Orme del sacro. Il cristianesimo e la desacralizzazione del sacro, Milano, Feltrinelli, 2000. ISBN 88-07-17044-2 (Premio Corrado Alvaro 2001).
- La lampada di Psiche, Bellinzona, Casagrande, 2001. ISBN 88-7713-345-7.
- I vizi capitali e i nuovi vizi, Milano, Feltrinelli, 2003. ISBN 88-07-84027-8.
- Le cose dell'amore, Milano, Feltrinelli, 2004. ISBN 88-07-84048-0.
- Il libro delle Vespe: cento e una punzecchiacultura, con Riccardo Chiaberge, Milano, Baldini-Castoldi-Dalai Editore, 2005. ISBN 978-88-84-90840-7.
- Il tramonto dell'Occidente nella lettura di Heidegger e Jaspers, Milano, Feltrinelli, 2005. ISBN 88-07-81849-3.
- Filosofia e biografia, con Luca Grecchi, Pistoia, Petite Plaisance, 2005. ISBN 88-7588-095-6.
- La casa di psiche. Dalla psicoanalisi alla pratica filosofica, Milano, Feltrinelli, 2005. ISBN 88-07-10391-5. (premio internazionale Cesare De Lollis 2006)
- L'ospite inquietante. Il nichilismo e i giovani, Milano, Feltrinelli, 2007. ISBN 978-88-07-17143-7.
- Il segreto della domanda. Intorno alle cose umane e divine, Milano, Apogeo, 2008. ISBN 978-88-503-2717-1; Milano, Feltrinelli, 2011. ISBN 978-88-07-72248-6.
- La morte dell'agire e il primato del fare nell'età della tecnica, Milano, AlboVersorio, 2008. ISBN 978-88-89130-62-9.
- I miti del nostro tempo, Milano, Feltrinelli, 2009. ISBN 978-88-07-17162-8.
- Il senso di fare scuola. Una conferenza di Umberto Galimberti, Modena, Edizioni Artestampa, 2009. ISBN 978-88-89-12370-6.
- Senza l'amore la profezia è morta. Il prete oggi, Assisi, Cittadella Editrice, 2010. ISBN 978-88-30-81080-8.
- L'uomo nell'età della tecnica, Milano, AlboVersorio, 2011. ISBN 978-88-89-13093-3.
- Tra il dire e il fare. Saggi e testimonianze sulla consulenza filosofica, curata assieme a Luigi Perissinotto e Annalisa Rossi, Milano, Mimesis Edizioni, 2011. ISBN 978-88-57-50197-0.
- Il viandante della filosofia, con Marco Alloni, Roma, Aliberti, 2011. ISBN 978-88-74-24736-3.
- Parole d'ordine, Milano, Apogeo, 2012. ISBN 88-50-32927-X.
- Cristianesimo. La religione dal cielo vuoto, Milano, Feltrinelli, 2012. ISBN 978-88-07-17222-9.
- Eros e psiche, Milano, AlboVersorio, 2012. ISBN 978-88-97-55302-1.
- Cura dell'anima, con Enzo Bianchi, Bologna, Asmepa Edizioni, 2013. ISBN 978-88-97-62071-6.
- Giovane, hai paura?, Venezia, Marcianum Press, 2014. ISBN 978-88-65-12258-7.
- L'usura della terra, Milano, AlboVersorio, 2014. ISBN 978-88-97-55386-1.
- Storia dell'anima, Milano, Feltrinelli, 2015.
- La disposizione dell'amicizia e la possessione dell'amore, Napoli-Nocera Inferiore (SA), Orthotes, 2016. ISBN 978-88-93-14021-8.
- Il mistero della bellezza, Napoli-Nocera Inferiore (SA), Orthotes, 2016. ISBN 978-88-93-14056-0.
- Eros e follia, a cura di Mariapia Greco, Lecce, Milella Editore, 2017. ISBN 978-88-70-48635-3.
- La parola ai giovani. Dialogo con la generazione del nichilismo attivo, Milano, Feltrinelli, 2018. ISBN 978-88-07-17297-7.
- Nuovo Dizionario di Psicologia, Psichiatria, Psicoanalisi, Neuroscienze, Milano, Giangiacomo Feltrinelli Editore, 2018. ISBN 978-88-07-42153-2.
- Avventure e disavventure della verità, Napoli-Nocera Inferiore (SA), Orthotes, 2018. ISBN 978-88-93-14145-1.
- Freud, Jung e la psicoanalisi, Volume 21 della serie editoriale Capire la filosofia, Roma, GEDI Gruppo Editoriale, 2019.
- Perché? 100 storie di filosofi per ragazzi curiosi, con Irene Merlini e Maria Luisa Petruccelli, Milano, Feltrinelli, 2019. ISBN 978-88-07-92313-5.
- Heidegger e il nuovo inizio. Il pensiero al tramonto dell'Occidente, Milano, Feltrinelli, 2020. ISBN 978-88-07-10553-1.
- Il libro delle emozioni, Milano, Feltrinelli, 2021. ISBN 978-88-07-17400-1.
- Che tempesta! 50 emozioni raccontate ai ragazzi, con Anna Vivarelli, Milano, Feltrinelli, 2021. ISBN 978-88-07-92351-7.
- Il Club dei Vinti, con Patrizio Ranieri Ciu, Caserta, FW Produzioni, 2022. ISBN 978-88-946864-0-1.
- Le parole di Gesù, con Ludwig Monti, Milano, Feltrinelli, 2023. ISBN 978-88-07-92400-2.

### Opere complete
Dal 2001 è in corso di ripubblicazione nell'Universale Economica Feltrinelli l'intera opera galimbertiana, a volte riveduta e/o accresciuta, col titolo di Opere.
Sono finora usciti i seguenti volumi:
- I-III, Il tramonto dell'Occidente nella lettura di Heidegger e Jaspers, Milano, Feltrinelli, 2005. ISBN 88-07-81849-3.
- IV, Psichiatria e fenomenologia, Milano, Feltrinelli, 2006. ISBN 88-07-81932-5.
- V, Il corpo, Milano, Feltrinelli, 2002. ISBN 88-07-80993-1.
- VI, La terra senza il male. Jung dall'inconscio al simbolo, Milano, Feltrinelli, 2001. ISBN 88-07-81673-3.
- VII, Gli equivoci dell'anima, Milano, Feltrinelli, 2001. ISBN 88-07-81642-3.
- VIII, Il gioco delle opinioni, Milano, Feltrinelli, 2004. ISBN 88-07-81800-0.
- IX, Idee: il catalogo è questo, Milano, Feltrinelli, 2001. ISBN 88-07-81527-3.
- X, Parole nomadi, Milano, Feltrinelli, 2006. ISBN 88-07-81889-2.
- XI, Paesaggi dell'anima, Milano, Feltrinelli, 2017. ISBN 978-88-58-82928-8.
- XII, Psiche e techne. L'uomo nell'età della tecnica, Milano, Feltrinelli, 2002. ISBN 88-07-81704-7.
- XIII, Orme del sacro. Il cristianesimo e la desacralizzazione del sacro (non ancora edito in questa collana)
- XIV, I vizi capitali e i nuovi vizi, Milano, Feltrinelli, 2007. ISBN 978-88-07-81996-4.
- XV, Le cose dell'amore, Milano, Feltrinelli, 2013. ISBN 978-88-07-88200-5.
- XVI, La casa di psiche. Dalla psicoanalisi alla pratica filosofica, Milano, Feltrinelli, 2008. ISBN 978-88-07-72019-2.
- XVII, L'ospite inquietante. Il nichilismo e i giovani (non ancora edito in questa collana)
- XVIII, Il segreto della domanda. Intorno alle cose umane e divine, Milano, Feltrinelli, 2011. ISBN 978-88-07-72248-6.
- XIX, I miti del nostro tempo, Milano, Feltrinelli, 2012. ISBN 978-88-07-72325-4.
- XX, Cristianesimo. La religione dal cielo vuoto, Milano, Feltrinelli, 2015. ISBN 978-88-07-88581-5.

## Trasmissioni televisive
- Le Storie di Corrado Augias. Umberto Galimberti discute del suo libro L'ospite inquietante.
- Le Storie di Corrado Augias. Umberto Galimberti discute del suo libro Cristianesimo. La religione dal cielo vuoto.